# Бідний вовк
«Бідний вовк» — українська народна казка про дурненького вовка. Існує дві версії казки. Оригінальна версія, записана у Гадячський громаді Полтавської області, містить бога, до я кого за порадою звертається вовк. У пізніше відредагованій за часів СРСР версії (у межах боротьби зі старою суспільною ідеологією — релігією), бог відсутній, а вовк самостійно шукає собі іжу.

## Сюжет
Українська казка «Бідний вовк» розповідає про голодного вовка, який намагається знайти їжу, звертаючись до Бога за допомогою. Бог дає йому різні поради, як знайти їжу, але вовк постійно потрапляє в кумедні ситуації через свою наївність і довірливість. Він намагається з'їсти кобилу, барана, кравця та навіть знайти загублене сало, але кожного разу зазнає невдачі.

## Аналіз
Казка досліджує тему важливості розуму та обережності, а також висміює надмірну довірливість і лінощі. Вона показує, що навіть у складних ситуаціях потрібно мислити критично і не покладатися лише на удачу.

### Казковий тип
Відповідно до системи Аарне–Томпсона, розробленої у 1910 році, казка відповідає типу ATU 122A «Вовк шукає їжу» (англ. Wolf Seeks Breakfast).